# Jonathan Soriano
Jonathan Soriano Casas (ur. 24 września 1985 w El Pont de Vilomara i Rocafort) – hiszpański piłkarz, który występował na pozycji napastnika.

## Kariera klubowa
Soriano rozpoczął swoją karierę w młodzieżowych zespołach Espanyolu. Swój debiut w pierwszym zespole zaliczył 1 grudnia 2002 roku, gdy został wprowadzony na boisko na ostatnią minute w wygranym 3–1 spotkaniu z Rayo Vallecano. Wtedy jeszcze był zawodnikiem rezerw i do pierwszej kadry został włączony z powodu braków kadrowych. Do kadry pierwszego zespołu został włączony po sezonie 2005/06.
Lata 2006 i 2007 spędził na wypożyczeniach, kolejno do Almeríi i do Polideportivo Ejido.
Pod koniec stycznia 2009 roku Soriano ponownie trafił na wypożyczenie, tym razem do Albacete Balompié. W klubie tym pozostał do końca sezonu 2008/09. Następnie został wolnym zawodnikiem, ponieważ wygasła jego umowa z Espanyolem.
Pod koniec lipca 2009 roku powrócił do Katalonii i związał się kontraktem z występującymi w Segunda División B rezerwami FC Barcelony. 28 października 2009 roku zadebiutował w pierwszym zespole Blaugrany. Stało się to w wygranym 2–0 spotkaniu Pucharu Króla przeciwko Cultural y Deportiva Leonesa.
W 2013 roku został zawodnikiem Red Bull Salzburg. 21 kwietnia 2013 zaliczył hat tricka w meczu przeciwko Wolfsberger AC, wchodząc na boisko w przerwie meczu. Tego samego dnia urodziła się jego córka, Abril, która jest jego trzecim dzieckiem.
W lutym 2017 roku, zawodnik podpisał kontrakt z Beijing Guo’an.

## Sukcesy

### Klubowe
- Espanyol
  - Puchar Króla (1x): 2005/2006
- Salzburg
  - Mistrzostwo Austrii (2x): 2011/2012, 2013/2014
  - Puchar Austrii (1x): 2011/2012

### Indywidualne
- Król strzelców Bundesligi austriackiej: 2013/2014 (31 goli)
- Król strzelców Ligi Europy UEFA: 2013/2014 (11 goli: 8 goli w fazie grupowej i pucharowej oraz 3 gole w rundzie eliminacyjnej)